# Сетон, Роберт, 2-й граф Уинтон
Роберт Сетон, 2-й граф Уинтон и 9-й лорд Сетон (англ. Robert Seton, 2nd Earl of Winton; ок. 1585 — январь 1634) — шотландский пэр.

## Биография
Родился около 1585 года. Старший сын Роберта Сетона, 1-го графа Уинтона (1553—1603), и леди Маргарет Монтгомери (? — 1624), старшей дочери Хью Монтгомери, 3-го графа Эглинтона (ок. 1531—1585).
В марте 1603 года после смерти своего отца Роберт Сетон унаследовал титулы 2-го графа Уинтона и 9-го лорда Сетона. Преданный католик и сторонник Стюартов всю свою жизнь, он начал восстановление Сетонского дворца, которое продолжил и завершил его младший брат, 3-й граф Уинтон.
Роберт, 2-й граф Уинтон, однако, был неуравновешен и сошел с ума в свою брачную ночь, вылил ночной горшок в декольте своей невесты, и поэтому его держали запертым в Сетоне, где он усердно работал над своим строительным проектом и управлением семейными поместьями до своей смерти.
Его несчастной тринадцатилетней невестой была Энн Мейтленд, дочь Джона Мейтленда из Тирлестана и Джин Флеминг. Она умерла в 1609 году.
Из-за своей недееспособности 26 июня 1606 года его уговорили отказаться от графства в пользу своего младшего брата Джорджа Сетона, 3-го графа Уинтона, хотя это не вступило в силу до 12 мая 1607 года. Было сказано, что мотивацией его брата Джорджа по восстановлению и реконструкции Уинтон-хауса было обеспечение того, чтобы о его старшем брате Роберте заботились должным образом и с честью в течение оставшейся части его жизни после того, как он подарил ему семейные почести и поместья в столь благоприятном возрасте.
Роберт Сетон, однако, продолжал управлять семейными угольными шахтами. В период, когда король и Тайный совет Шотландии пытались ограничить экспорт и помешать владельцам повышать цены, 12 июня 1622 года король Яков VI написал Роберту из Уайтхолла, разрешая ему экспортировать уголь по своему желанию.
Лорд Уинтон женился 1 февраля 1603 года на Энн (1589 — 6 июля 1609), единственной дочери Джона Мейтленда, 2-го лорда Мейтленда из Тирлестана и Джин Флеминг. В рамках брачного контракта Флеминг оплатила восстановительные работы в замке Уинтон. Энн Мейтленд впоследствии подала прошение о разводе на основании импотенции мужа.